# Parafia św. Józefa Oblubieńca Najświętszej Maryi Panny w Kuczkach
Parafia św. Józefa Oblubieńca Najświętszej Maryi Panny w Kuczkach – rzymskokatolicka parafia należąca do dekanatu Radom-Północ w diecezji radomskiej.

## Historia
- Kaplica prywatna w Kuczkach istniała w XVIII w. Od 1790 roku przez jakiś czas mieszkał przy niej prebendarz ze Tczowa (tam spłonęły zabudowania mieszkalne) i sprawował duszpasterstwo.

W 1895 roku właściciel miejscowych dóbr, Rufin Bekerman, Żyd radomski przeznaczył 6 mórg ziemi i dwa budynki gospodarcze po dawnym dworze na potrzeby mającej powstać parafii. 29 września 1899 roku bp. Antoni Franciszek Sotkiewicz erygował Parafię Kuczki-Józefów jako filialną parafii w Skaryszewie, ponieważ władze zaborcze nie zgadzały się na utworzenie samodzielnej parafii.  Zadanie tworzenia nowej parafii zostało powierzone wikariuszowi parafii Skaryszew – ks. Antoniemu Chmielewskiemu. 
Ks. Antoni Chmielewski w krochmalni urządził kaplicę i mieszkanie dla siebie. Wkrótce naczelnik Gołowiński z Radomia rozkazał zamknąć kaplice. Ksiądz na pewien czas wyjechał do Chlewisk. Mieszkańcy interweniowali w Radomiu i w Warszawie, ale bezskutecznie. Dużą pomoc okazał ponownie Żyd Bekerman, który wykorzystał znajomości w Warszawie i władze wyraziły zgodę na sprawowanie duszpasterstwa. 
W 1919 roku bp Marian Ryx przemianował parafię na samodzielną pw. św. Józefa Oblubieńca NMP. W latach 1930–1935 zbudowano murowany kościół według projektu arch. Tomasza Dziekońskiego. 13 września 1934 roku kościół został poświęcony przez bpa Włodzimierza Jasińskiego. 29 czerwca 1947 roku odbyła się konsekracja kościoła, której dokonał bp. Franciszek Jop. 
W latach 1984–1986 kościół był restaurowany. Jest to budowla w stylu neobarokowym, jednonawowa z transeptem, wzniesiona z cegły. 
W Drożankach zaadaptowano budynek dawnej szkoły na kaplicę filialną pw. Matki Bożej Fatimskiej, w której pierwszą mszę świętą odprawiono 2 lutego 1990 roku.
Z terenu parafii pochodzi bp Paweł Socha biskup senior diecezji zielonogórsko-gorzowskiej.
Proboszczowie parafii
- 1899–1900. ks. Paweł Posłuszyński.
- 1901–1906. ks. Józef Chybowski.
- 1906–1910. ks. Karol Majewski.
- 1910–1912. ks. Aleksander Cegłowski.
- 1913–1915. ks. Wincenty Cybulski.
- 1915–1916. ks. Stanisław Rodziewicz.
- 1916–1929. ks. Tadeusz Malewski.
- 1929–1949. ks. Adam Łukasiewicz.
- 1949–1956. ks. Adam Wąs.
- 1956–1978. ks. Jan Jarosiński.
- 1978–1999. ks. Czesław Jeromin.
- 1999– nadal ks. kan. Wiesław Kudła.

## Terytorium parafii
Do parafii należą wierni z następujących miejscowości: Budy Niemianowskie (nr. od 74 do 94), Drożanki (nr. od 20 do 80), Karszówka (Gózd), Gzowice, Gzowice-Kolonia, Kłonów (nr. od 56 do 89), Kuczki-Kolonia, Kuczki-Wieś, Niemianowice., Piskornica, Wojsławice.